# Familienrechtspsychologisches Gutachten
Das familienrechtspsychologische Gutachten ist ein psychologisches Gutachten, mit dem Ziel, Familiengerichte im juristischen Entscheidungsprozess zu unterstützen. In der Regel geht es um Fragestellungen, die das Kindeswohl betreffen, insbesondere um die Klärung psychologischer Aspekte bezüglich der elterlichen Sorge, des Umgangs des Kindes mit den Eltern oder anderen Personen, Aspekten der Kindeswohlgefährdung und der Einschätzung der Auswirkungen von Risiko- und Schutzbedingungen des Kindes, durch fachkundige Sachverständige.

## Fragestellungen
Familiengerichte entscheiden über vielfältige Sachverhalte und bestellen aus den unterschiedlichsten Gründen Sachverständige.

### Typische rechtliche Fragestellungen
- Fragen zur elterlichen Sorge bei Trennung und Scheidung §1671 Abs. 1 BGB und bei nicht miteinander verheirateten Eltern ohne Sorgerechtserklärung §1626a BGB, §1671 Abs. 2 BGB
- Fragen über den Beziehungserhalt des Kindes zum getrennt lebenden Elternteil (Umgangsregelung) §1684 BGB
- Fragen zu Umgangsregelungen mit Beziehungs- und Bindungspersonen des Kindes §1685 BGB) und mit dem leiblichen, nicht rechtlichen Vater des Kindes (§1686a BGB
- Fragen zur Kindeswohlgefährdung (z. B. Sorgeentzug der Eltern, Herausnahme bzw. Rückführung eines Kindes §§ 1666 f. BGB; Verbleibensanordnung bei Pflegeeltern §1632 Abs. 4 BGB). Hierunter fallen auch körperliche und seelische Misshandlung, sexueller Missbrauch oder Vernachlässigung, sowie deren Folgen. Zur Abklärung eines Missbrauchsvorwurfs kann eine aussagepsychologische oder rechtsmedizinische Abklärung notwendig sein.
- Besondere Fragestellungen, wie Verfahren mit internationalem Bezug, Adoption (§1741 BGB und §1748 BGB), Namensänderung (§1618 BGB), Schwangerschaftsabbruch bei Minderjährigen (§1626 BGB und §1666 BGB)

### Typische psychologische Fragestellungen
- Beurteilung familiärer Beziehungen und Bindungen; von Ressourcen und Risikofaktoren in der Familie.
- Beurteilung von Kompetenzen der Eltern/Sorgeberechtigten, ihrer Erziehungsfähigkeit, Kooperationsbereitschaft, Bereitschaft zur Verantwortungsübernahme, Bindungstoleranz bzw. Bindungsfürsorge[4].
- Beurteilung des Entwicklungsstandes, der Bedürfnisse des Kindes, des Kindeswillens, der Kompetenzen und der aktuellen Situation des Kindes, evtl. besonderer Belastungen und Beeinträchtigungen.
- Diagnostik und Beurteilung fallrelevanter psychischer Störungen und/oder neurologischer Beeinträchtigungen/Erkrankungen und/oder Behinderungen und/oder sonstiger Beeinträchtigungen bei Kindern und/oder Eltern.[3]

## Rechtliche Grundlagen
- Das Gericht formuliert im laufenden Prozess eine konkrete Fragestellung und beauftragt im Wege der förmlichen Beweisaufnahme einen Sachverständigen. Dieser wird im Rahmen der gesetzlichen Vorgaben nach §163 Abs. 1 FamFG, vom Richter bestellt. §405 ZPO Das Familiengericht kann anordnen, dass der Sachverständige bei der Erstellung des Gutachtens auch auf die Herstellung des Einvernehmens zwischen den Beteiligten hinwirken soll. §163 Abs. 2 FamFG
- Die beteiligten Parteien haben das Recht, vor der Bestellung angehört zu werden und etwaige Zweifel an der Neutralität oder Qualifikation des Sachverständigen zu äußern. §404 Abs. 2 ZPO
- Der Sachverständige ist verpflichtet, unverzüglich zu prüfen, ob der Auftrag seinem Fachgebiet entspricht oder ob weitere Sachverständige hinzugezogen werden müssen und ob Gründe vorliegen, an seiner Unparteilichkeit zu zweifeln. Er hat diese dem Gericht unverzüglich mitzuteilen. §407a Abs. 1 und Abs. 2 ZPO. Der Paragraph enthält des Weiteren die Regelung, dass das Gericht dem Sachverständigen eine Frist zu setzen hat, bis wann das Gutachten übermittelt sein muss.
- Liegen berechtigte Gründe vor, kann der Sachverständige, wie auch der Richter, von den Verfahrensbeteiligten wegen Befangenheit abgelehnt werden. §406 ZPO
- Stellt sich erst im Laufe der Gutachtenerstellung heraus, dass der Sachverständige nicht unvoreingenommen ist, kann das Sachverständigengutachten auch ohne förmliches Befangenheitsverfahren (§406 ZPO) als unbrauchbar angesehen werden.
- Das Gericht leitet nach §404a ZPO den Begutachtungsprozess und alle am Verfahren Beteiligten, auch der vorsitzende Richter, sind angehalten, das Ergebnis des Gutachtens kritisch zu betrachten.

## Qualitätsanforderungen
Die Arbeitsgruppe Familienrechtliche Gutachten 2015 formulierte Anforderungen an die Qualität von Sachverständigengutachten im Kindschaftsrecht. Die Arbeitsgruppe setzte sich aus Vertretern juristischer, psychologischer und medizinischer Fachverbände, der Bundesrechtsanwalts- und der Bundespsychotherapeutenkammer zusammen und wurde vom Bundesministerium der Justiz und für Verbraucherschutz fachlich begleitet. Weitere Standards werden in den Qualitätsstandards für psychologisch-diagnostische Gutachten der deutschen Gesellschaft für Psychologie genannt. Die Empfehlungen stellen jedoch keine rechtsverbindlichen Kriterien dar, sondern dienen lediglich der Transparenz des Gutachtenprozesses.

### Sachkunde
Der Sachverständige muss nach §163 Abs. 1 FamFG über eine psychologische, psychotherapeutische, kinder- und jugendpsychiatrische, psychiatrische, ärztliche, pädagogische oder sozialpädagogische Berufsqualifikation verfügen. Zudem müssen sozialpädagogische und pädagogische Fachkräfte eine anerkannte Zusatzqualifikation nachweisen, durch die ausreichende diagnostische und analytische Kenntnisse erworben wurden.
Die Arbeitsgruppe Familienrechtliche Gutachten 2015 empfiehlt, dass nur Personen als Sachverständige bestellt werden sollten, die über ein abgeschlossenes Studium der Psychologie (Diplom/M. Sc.) oder Medizin (Staatsexamen) verfügen und durch Fort- und Weiterbildung entsprechende Kenntnisse und Erfahrungen im Bereich der Forensik nachweisen können. Die Begutachtung im Kindschaftsrecht erfordert fundierte Kenntnisse in wissenschaftlichem Arbeiten, Testtheorie, klinischer Psychologie und Rechtspsychologie, um die entsprechenden Methoden fachkundig auszuwählen und kritische Schlüsse aus den Ergebnissen zu ziehen. Zudem sind Kenntnisse des Verfahrens- und materiellen Rechts unentbehrlich.

### Prozess
- Formulierung einer psychologischen Arbeitshypothese auf Basis der gerichtlichen Fragestellung.
- Angemessene Aufklärung der Beteiligten über den Begutachtungsprozess (Fragestellung, Auswahl der Methodik und Ablauf der Begutachtung).
- Fachkundige Exploration und Diagnostik der Beteiligten.
- Verwendung verschiedener Erhebungsverfahren damit die Ergebnisse auf möglichst vielen Daten beruhen (Exploration Verhaltensbeobachtung, ggf. Hausbesuche, Testverfahren, Fragebögen u. a.).[5]
- Diagnostik der Trennungsdynamik, der Eltern-Kind-Beziehungen und spezifischer Problemlagen in der Familie.[3]

### Schriftliches Gutachten
- Nennung von Formalitäten, wie z. B. Name des Sachverständigen, Aktenzeichen, der Fragestellung.
- Darstellung der zugrundeliegenden Akteninhalte.
- Darstellung aktueller Untersuchungsergebnisse (mit Erläuterung der Erhebungsverfahren und deren Gütekriterien).
- Darstellung des Befundes (Interpretation und Gewichtung der Untersuchungsergebnisse nach wissenschaftlichen Kriterien).
- Beantwortung der gerichtlichen Fragestellung für den individuellen Fall. (Gegebenenfalls unter Berücksichtigung verschiedener Voraussetzungen. Einschließlich der Gewichtung der Befunde, der Darstellung zugrundeliegender Anknüpfungstatsachen aus den Akten und einer prognostischen Einschätzung).[2]

## Kritik
Trotz der Vielzahl an Empfehlungen und Mindeststandards für familienrechtspsychologische Gutachten und trotz gesetzlicher Änderungen sowohl im Sachverständigenrecht, als auch im Familienrecht, gibt es kritische Aspekte zur bestehenden Gutachtenpraxis im Familienrecht.

### Auswahl der Sachverständigen
Psychologische Gutachten werden fast ausschließlich von Psychologen, Psychologischen Psychotherapeuten und Medizinern erstellt. Etwa 3,5 % der Gutachten wurden von Erziehungswissenschaftlern erstellt. Die Psychologen Prof. Christel Salewski und Prof. Stefan Stürmer von der FernUniversität Hagen kamen in ihrer nicht unumstrittenen Studie zu dem Ergebnis, dass Gutachten von Psychologen mit der Zusatzqualifikation Rechtspsychologie fundierter seien. Der Forderung von Prof. Jürgen Margraf, „dass Richter bei der Auswahl von Gutachtern ausschließlich auf rechtspsychologisch gut ausgebildete und zertifizierte Psychologen zurückgreifen sollten“, wurde in der Gesetzesänderung im Sachverständigenrecht 2016 nicht entsprochen.

### Überprüfbarkeit
Arbeitshypothesen, mittels derer die gerichtlichen Fragestellungen anhand geeigneter Daten überprüft werden können, wurden in mehr als die Hälfte einer Stichprobe von Gutachten nicht erstellt. Nur etwa 20 % der untersuchten Gutachten berief sich auf aktuelle psychologische und erziehungswissenschaftliche Erkenntnisse und explizit auf Fachliteratur. Alltagssprachliche Begriffe, wie „Bindung“, „Kindeswohl“ oder „Erziehungsfähigkeit“ wurden nur in einer Minderzahl der überprüften Gutachten fachlich und präzise wissenschaftlich definiert. Nur in einem Viertel der Gutachten begründeten die Sachverständigen ihre Entscheidungskriterien.

### Datenerhebungsverfahren
In einem Großteil der psychologischen Gutachten wurde die Auswahl der diagnostischen Verfahren nicht begründet bzw. die Untersuchungsmethoden nicht nachvollziehbar mit den Arbeitshypothesen in Bezug gesetzt. Psychometrische Gütekriterien wurden bei der Begründung der Auswahl der Untersuchungsmethoden nur selten erwähnt.
Die Forderung nach Anwendung wissenschaftlich anerkannter Methoden und Kriterien zur Gewinnung und Interpretation von Daten wird selten erfüllt. Die wichtigsten Gütekriterien zur Beurteilung der Qualität wissenschaftlicher Testverfahren (Objektivität, Validität, Reliabilität und das Nebengütekriterium Normierung) werden häufig nicht berücksichtigt. 

#### Diagnostisches Interview (Exploration)
Es gibt zahlreiche Belege dafür, dass unsystematische Interviews zu unvollständigen, unzuverlässigen und fehlerhaften Informationen führen. Bei einem Großteil untersuchter Gutachten war die Explorationsmethode nicht ersichtlich. 

#### Verhaltensbeobachtung
Die Art der Verhaltensbeobachtung ist beim überwiegenden Anteil der Gutachten ungeklärt.
Die unsystematische Verhaltensbeobachtung entspricht der Beobachtung einer Person im Alltagsgeschehen (z. B. der Umgang der Eltern mit dem Kind zuhause). Diese Methode leidet unter mangelnder Objektivität und Reliabilität, wogegen die Validität besser begründet werden kann.
Bei der systematischen Beobachtung wird das Verhalten einer Person aufgezeichnet und nach einem zuvor gewählten Beobachtungsschema ausgewertet. Durch die Systematisierung steigen die Gütekriterien Objektivität und Reliabilität. Die Beobachtungssituation ist vom Gutachter geplant und die Bedingungen sind vorab definiert (z. B. ein Elternteil soll in der Gutachterpraxis mit dem Kind ein Würfelspiel spielen). Diese "künstliche" Beobachtungssituation kann die Validität der Ergebnisse mindern.

#### Testverfahren
Die überwiegend verwendeten Testverfahren sind projektive Verfahren und Persönlichkeitsstrukturtests. 
Zu den am häufigsten angewendeten projektiven Testverfahren gehören: der Family-Relation-Test (dieserTest wurde bereits 1995 von der Fachwelt stark kritisiert, da man die Validität nicht als gesichert ansehen kann und aus „ökonomischen Gründen bei der praktischen Durchführung häufig instruktionsinadäquate Modifikationen vorgenommen werden“.), der Schloss-Zeichen-Test, der Familie-in-Tieren-Test, der Satzergänzungstest, der Scenotest.
Projektive Verfahren erreichen in der Regel nur niedrige wissenschaftliche Testgütekriterien. Persönlichkeitsstrukturtests werden aus fachlicher und ethischer Sicht im Kontext des Familienrechts teilweise kritisch gesehen, da der Einsatz und die Darstellung der Ergebnisse vor Gericht einen erheblichen Eingriff in die Privatsphäre und die Persönlichkeitsrechte darstellen können.

### Interpretation von Ergebnissen
In einem Großteil der Gutachten findet keine methodische Diskussion zur Einordnung individueller Ergebnisse statt. Somit besteht die Gefahr, dass Ergebnisse aus ungeeigneten Erhebungsmethoden unkritisch in das Urteil des Gerichtes einfließen.